# Siete maravillas de Venezuela
Las siete maravillas de Venezuela es una lista de las siete construcciones más emblemáticas de Venezuela. Esta lista es el resultado de una encuesta en línea realizada por el periódico El Nacional en 2007 a raíz de la convocatoria a elegir las nuevas siete maravillas del mundo moderno ese mismo año.
En el caso de El Nacional, se pidió a los lectores que votaran por las edificaciones más emblemáticas del país, que por su valor arquitectónico, ingenieril, simbólico o emocional mejor representan a Venezuela.

## Ganadoras
En orden por votos:
| Imagen | Maravilla                            | Ubicación         | Estado                       | % votos |
| ------ | ------------------------------------ | ----------------- | ---------------------------- | ------- |
|        | Puente General Rafael Urdaneta       | Maracaibo         | Zulia                        | 18.33   |
|        | Ciudad Universitaria de Caracas      | Caracas           | Distrito Capital             | 12.33   |
|        | Central Hidroeléctrica Simón Bolívar | Ciudad Guayana    | Bolívar                      | 11.66   |
|        | Teleférico de Mérida                 | Mérida            | Mérida                       | 10.83   |
|        | Autopista Caracas-La Guaira          | Caracas La Guaira | Distrito Capital · La Guaira | 8.33    |
|        | Monumento a la Virgen de la Paz      | Trujillo          | Trujillo                     | 3.33    |
|        | Torres del Centro Simón Bolívar      | Caracas           | Distrito Capital             | 2.05    |
|        | Teleférico de Caracas-Hotel Humboldt | Caracas           | Distrito Capital             | 2.05    |
|        | Metro de Caracas                     | Caracas           | Distrito Capital             | 2.05    |

Otras obras también recibieron votos, entre ellas el Campo de Carabobo, el Teatro Teresa Carreño, el Paseo Los Próceres, la Catedral de Rubio y el Panteón Nacional.